# Carlos Matamoros Franco
Carlos Matamoros Franco (ur. 17 grudnia 1966) – ekwadorski szachista, pierwszy arcymistrz w historii tego kraju (tytuł otrzymał w 2002 roku).

## Kariera szachowa
Pierwszy międzynarodowy sukces odniósł w 1981 r. w Embalse, gdzie zdobył brązowy medal mistrzostw świata juniorów do 16 lat. W 1986 r. reprezentował narodowe barwy na rozegranych w Gausdal mistrzostw świata juniorów do 20 lat, dzieląc 12-19. miejsce. W 2005 r. zakwalifikował się do Pucharu Świata, ale w I rundzie przegrał z Wiktorem Bołoganem i odpadł z dalszej rywalizacji.
W kolejnych latach wielokrotnie startował w turniejach międzynarodowych, znaczące rezultaty odnosząc pod koniec lat 90. XX wieku:
- Cienfuegos (1997, memoriał Jose Raula Capablanki, turniej Premier I, dz. II m. za Thomasem Lutherem, wspólnie z Zenonem Franco Ocamposem),
- Loures (1998, dz. I m. wspólnie z Rui Damaso),
- Mancha Real – dwukrotnie dz. I m. w latach 1998 i 1999,
- Maladze – czterokrotnie dz. I m. w latach 2001, 2005, 2007 i 2010,
- Sewilli – dwukrotnie dz. I m. w latach 2002 i 2003,
- Coria del Rio (2004, dz. I m. wspólnie z Iwanem Czeparinowem i Olegiem Korniejwem),
- Guayaquil (2005, turniej strefowy, dz. I m. z Walterem Arencibią),
- Espartinas (2007, I m.),
- Bratto (2008, dz. I m. wspólnie z Siergiejem Tiwiakowem i Władimirem Burmakinem).

Wielokrotnie reprezentował Ekwador w turniejach drużynowych, m.in.:
- dziesięciokrotnie na olimpiadach szachowych (w latach 1982, 1986, 1994, 2000, 2002, 2004, 2006, 2008, 2010, 2012); dwukrotny medalista: indywidualnie – złoty (1982 – na III szachownicy) i srebrny (1986 – na III szachownicy)[2],
- na drużynowych mistrzostwach panamerykańskich (w roku 2003); medalista: wspólnie z drużyną – brązowy (2003)[3],
- na drużynowych młodzieżowych (do 26 lat) mistrzostwach świata (w roku 1985)[4].

Najwyższy ranking w dotychczasowej karierze osiągnął 1 września 2011 r., z wynikiem 2555 punktów zajmował wówczas 1. miejsce wśród ekwadorskich szachistów.